# Unplugged in San Lorenzo
Unplugged in San Lorenzo è il primo album dal vivo del cantautore italiano Giancane, pubblicato il 10 luglio 2020 per l'etichetta Woodworm e distribuito dalla Universal Music Group.

## Tracce
Testi e musiche di Giancane.
1. Ciao sono Giancane – 5:59
2. Vorrei essere te – 3:50
3. Hogan blu – 4:41
4. La vita – 3:37
5. Ma tu no – 2:56
6. The Man Who Sold the World (Momento Lucchesi) – 3:47
7. Riderà – 3:18
8. Il mio migliore amico – 3:23
9. Ipocondria (senza Rancore) – 3:19
10. Disagio – 3:23
11. Limone – 4:14
12. Pare che dorme – 1:48
13. Vecchi di merda – 5:54

Durata totale: 50:09